# Chrysopogon xanthus
Chrysopogon xanthus är en tvåvingeart som beskrevs av Clements 1985. Chrysopogon xanthus ingår i släktet Chrysopogon och familjen rovflugor. Inga underarter finns listade i Catalogue of Life.